# Lissonota danielsi
Lissonota danielsi är en stekelart som beskrevs av Dali Chandra och Gupta 1977. Lissonota danielsi ingår i släktet Lissonota och familjen brokparasitsteklar. Inga underarter finns listade i Catalogue of Life.